# Equazione di Gibbs-Helmholtz
Nella termochimica l'equazione di Gibbs-Helmholtz per l'energia libera è la relazione matematica che esplicita le energie libere dipendenti dalla temperatura, quella di Gibbs G, e quella di Helmholtz A, in funzione di questa variabile, sfruttando il fatto che esse sono delle trasformate di Legendre.

## Derivazione matematica
In generale il punto di partenza è rappresentato dalle definizioni di queste due grandezze estensive:
{\displaystyle G=G(p,T,\mathbf {n} )=H-T{\frac {\partial {H}}{\partial {T}}}\qquad A=A(T,V,\mathbf {n} )=U-T{\frac {\partial {U}}{\partial {T}}}}
dove p è la pressione, T la temperatura e n il vettore che contiene la quantità di sostanza di tutti i componenti. 
Differenziando per esempio la funzione di Gibbs rispetto alle due variabili di stato, considerando una singola sostanza pura, si ottiene:
{\displaystyle \operatorname {d} G={\frac {\partial {G}}{\partial {p}}}\operatorname {d} p+{\frac {\partial {G}}{\partial {T}}}\operatorname {d} T\qquad \operatorname {d} A={\frac {\partial {A}}{\partial {T}}}\operatorname {d} T+{\frac {\partial {A}}{\partial {V}}}\operatorname {d} V}
in particolare, tenendo conto della definizione di entropia e del primo principio della termodinamica:
{\displaystyle \operatorname {d} G=\operatorname {d} (U)-\operatorname {d} (TS)+\operatorname {d} (pV)=-p\operatorname {d} V+T\operatorname {d} S-\operatorname {d} (TS)+\operatorname {d} (pV)=V\operatorname {d} p-S\operatorname {d} T},
{\displaystyle \operatorname {d} A=\operatorname {d} (U)-\operatorname {d} (TS)=-p\operatorname {d} V+T\operatorname {d} S-\operatorname {d} (TS)=-p\operatorname {d} V-S\operatorname {d} T},
si comprende come:
{\displaystyle {\frac {\partial {G}}{\partial {p}}}=V\qquad {\frac {\partial {A}}{\partial {V}}}=-p}
{\displaystyle {\frac {\partial {G}}{\partial {T}}}={\frac {\partial {A}}{\partial {T}}}=-S}
che rappresentano la dipendenza dalla pressione e dalla temperatura dell'energia libera di Gibbs. Rispettivamente, la derivata parziale rispetto alla pressione si identifica con il volume V del sistema mentre la derivata parziale rispetto alla temperatura corrisponde all'opposto dell'entropia S. 
Quindi se si sostituisce l'entropia nelle equazioni di trasformazione, si ottiene:
{\displaystyle G=H+T{\frac {\partial {G}}{\partial {T}}}}
{\displaystyle A=U-T{\frac {\partial {A}}{\partial {T}}}}
Perciò se si deriva parzialmente G/T, A/T:
{\displaystyle {\frac {\partial {\frac {G}{T}}}{\partial {T}}}={\frac {T{\frac {\partial G}{\partial {T}}}-G}{T^{2}}}={\frac {-TS-G}{T^{2}}}=-{\frac {H}{T^{2}}}},
{\displaystyle {\frac {\partial {\frac {A}{T}}}{\partial {T}}}={\frac {T{\frac {\partial A}{\partial {T}}}-A}{T^{2}}}={\frac {-TS-A}{T^{2}}}=-{\frac {U}{T^{2}}}},
portando la temperatura dentro il differenziale:
{\displaystyle {\frac {\partial (G/T)}{\partial 1/T}}=H\qquad {\frac {\partial (A/T)}{\partial 1/T}}={U}}
e definendo le funzioni di Planck  Y = - G/T, Z = - A/T:
{\displaystyle {\frac {\partial (Y)}{\partial 1/T}}=-H\qquad {\frac {\partial (Z)}{\partial 1/T}}=-U}
che in forma integrale diventano rispettivamente:
{\displaystyle {\frac {\partial (\Delta G/T)}{\partial 1/T}}=\Delta H\qquad {\frac {\partial (\Delta A/T)}{\partial 1/T}}=\Delta U}
{\displaystyle {\frac {\partial (\Delta Y)}{\partial 1/T}}=-\Delta H\qquad {\frac {\partial (\Delta Z)}{\partial 1/T}}=-\Delta U}

## Utilità
Utilizzando queste relazioni, e tenendo conto delle energie libere parziali molari degli i-esimi componenti di una reazione chimica (potenziali chimici), è possibile ricavare sia la variazione di energia libera sia la variazione di entalpia di una reazione chimica misurando la f.e.m. o la tensione elettrica di una pila galvanica, nonché la variazione del suo coefficiente di temperatura (δE/δT)P, sapendo che ΔG = - N q Ε. Tali misure, se compiute con un potenziometro, permettono di operare in condizioni quasistatiche e reversibili e di ottenere valori molto accurati e precisi delle grandezze termodinamiche misurate.